# Borduurmachine

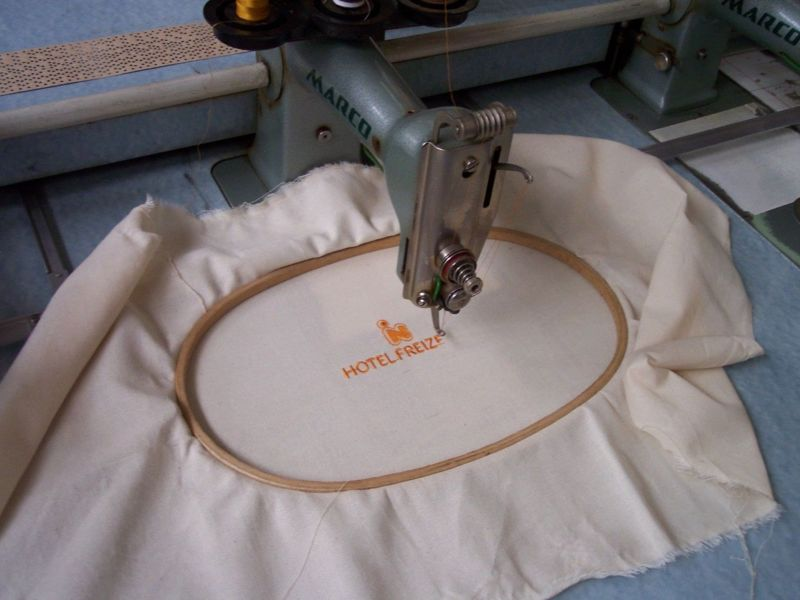
Marco-borduurmachine in actie

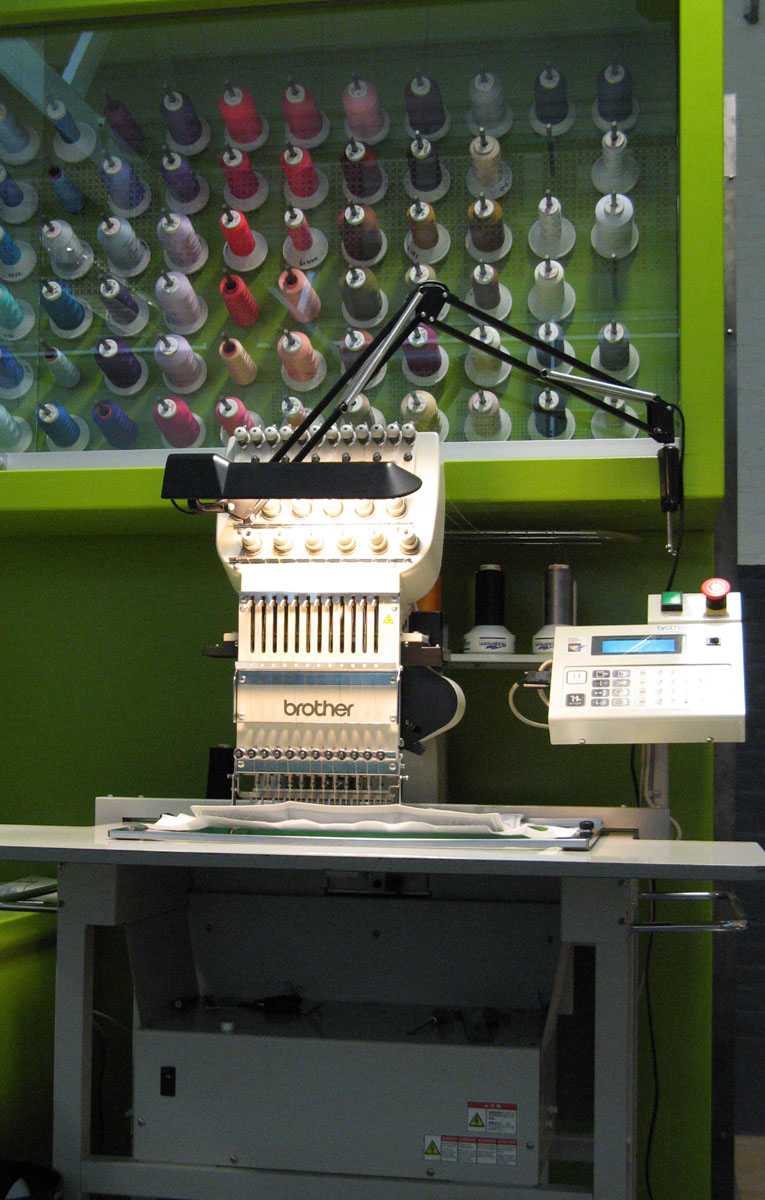
Brother-borduurmachine in het TextielMuseum te Tilburg

Een borduurmachine is een naaimachine die in staat is een motief of tekst te borduren.
De vroegste borduurmachine was de kettingsteekmachine, die vanaf 1866 werd ontwikkeld. Pas in de jaren 1960 kwam er concurrentie door de ontwikkeling van de zigzagmachine.
Veel moderne borduurmachines worden door een computer aangestuurd, waarbij het in een borduurraam ingeklemde borduurwerk onder de naald heen en weer beweegt, zodat het ontwerp van het voorgeprogrammeerde borduurpatroon automatisch op de stof wordt gestikt. Eenvoudige machines voor thuisgebruik zijn minder geautomatiseerd dan commerciële borduurmachines en maken, anders dan industriële machines, gebruik van slechts één naald, waardoor bij meerkleurige ontwerpen slechts één kleur tegelijk kan worden aangebracht.